# Luxi (Xiangxi)
Der Kreis Luxi (泸溪县,  Lúxī Xiàn) ist ein Kreis im Nordwesten der chinesischen Provinz Hunan. Er gehört zum Verwaltungsgebiet des Autonomen Bezirks Xiangxi der Tujia und Miao. Die Fläche beträgt 1.569 Quadratkilometer und die Einwohnerzahl 292.100 (Stand: Ende 2018).